# Myrmeleon (Myrmeleon) fulgens
Myrmeleon (Myrmeleon) fulgens is een insect uit de familie van de mierenleeuwen (Myrmeleontidae), die tot de orde netvleugeligen (Neuroptera) behoort. 
Myrmeleon (Myrmeleon) fulgens is voor het eerst wetenschappelijk beschreven door Palisot de Beauvois in 1805.